# Kakasfalva
Kakasfalva, románul Hamba, németül Hahnbach, falu Romániában, Szeben megyében. Közigazgatásilag Nagycsűr községhez tartozik.

## Fekvése
Nagyszebentől kb. 10 km-re északra fekszik, Nagycsűrtől 2 km-re, az Olt és a Maros vízválasztóján.

## Története
A települést első ízben 1337-ben említik Nagycsűrrel együtt. A török háborúk során 1493-ban a falut felégették; a bazilikát is ekkor rombolták le. Az erődtemplom 1500 körül épült, de a 18. században majdnem teljesen átépítették, csak az egyik torony maradt meg eredeti állapotában. 1945-ben 115 főt hurcoltak el a Szovjetunióba kényszermunkára. 1945-46-ban a szász lakosság helyére románokat telepítettek. 1989-től kezdve erőteljes kivándorlási hullám indult Németországba.

## Látnivalók
Szent Szervátiusz tiszteletére épített román stílusú temploma 1200 körül épült. 1493-ban a török pusztítás nyomán csak a tornya maradt meg; a templomot 1507-1508-ban újították meg.

## Fordítás
Ez a szócikk részben vagy egészben  a   Hamba című német Wikipédia-szócikk ezen változatának fordításán alapul.  Az eredeti cikk szerkesztőit annak laptörténete sorolja fel. Ez a jelzés csupán a megfogalmazás eredetét és a szerzői jogokat jelzi, nem szolgál a cikkben szereplő információk forrásmegjelöléseként.